# Индонезия на летних Олимпийских играх 1968
Индонезия принимала участие в летних Олимпийских играх 1968 года в Мехико (Мексика) в четвёртый раз за свою историю, но не завоевала ни одной медали.
Спортсмены Индонезии участвовали в соревнованиях по парусному спорту и тяжёлой атлетике.
Самый молодым участником Игр от страны стал тяжелоатлет Ирсан Хусен (27 лет и 315 дней), самым пожилым — яхтсмен Джон Гунаван (42 года и 363 дня).

## Спортсмены и их результаты

### Парусный спорт
Роберт Лукас соревновался в классе «Финн» и занял предпоследнее, 35-е место, набрав 272 очка. Во второй и седьмой гонках он не смог финишировать.
Джон Гунаван и Тан Тжонг Сиан принимали участие в соревновании яхт класса «Летучий голландец» и заняли 29-е место с 234 очками. Наиболее успешной для них стала вторая гонка, в которой они заняли 25-е место.

### Тяжёлая атлетика
В соревнованиях тяжелоатлетов Мадек Касман, выступавший в полулёгком весе (категория 60 кг), показал 13-й результат, с суммой 345 кг: 105 кг в жиме, 100 кг в рывке и 140 кг в толчке.
Чарльз Дептиос и Ирсан Хусен соревновались в легчайшем (до 56 кг) и среднем (до 82,5 кг) весе соответственно, оба не смогли выполнить жим и досрочно завершили выступления. Дептиос позже участвовал в соревнованиях в наилегчайшем весе (до 52 кг) и занял 9-е место на Играх 1972 года.